# شرودبوژه (استان اشوی‌داشکسیه)
شرودبوژه (به لهستانی: Śródborze) یک منطقهٔ مسکونی در لهستان است که در گمینا اوژاروو واقع شده‌است. شرودبوژه ۱۴۰ نفر جمعیت دارد.